# Satyrus novellasi
Satyrus novellasi är en fjärilsart som beskrevs av Ramon Agenjo Cecilia 1963. Satyrus novellasi ingår i släktet Satyrus och familjen praktfjärilar. Inga underarter finns listade.